# 송골매 (밴드)
송골매는 대한민국의 록 밴드로, 1979년에 결성되어 1980년대 초반 대중적인 인기를 얻었다. 대표곡으로는 〈어쩌다 마주친 그대〉, 〈모두 다 사랑하리〉, 〈하늘나라 우리님〉 등이 있다.

## 역사

### 결성과 데뷔
1979년 배철수, 지덕엽, 이응수, 이봉환이 결성한 송골매는 같은 해 데뷔 음반 《젊은이의 벗 송골매 신곡모음》을 발표하며 활동을 시작했다.

### 전성기 (1981~1984)
1981년 구창모, 김정선, 김상복, 오승동이 합류하며 2집 음반 《송골매》, 3집 《처음 본 순간》 등이 대중적으로 성공을 거두었다. 특히 〈어쩌다 마주친 그대〉와 〈모두 다 사랑하리〉는 전국적인 인기를 얻으며 송골매의 대표곡이 되었다.

### 멤버 교체와 해체 (1985~1991)
1985년 구창모의 탈퇴 이후 멤버 교체가 있었으며, 1991년을 끝으로 공식 활동을 종료했다.

### 재결성 (2010, 2022~)
2010년, 이봉환 중심으로 10집 음반 《송골매 2010》을 발매하였다.  
2022년에는 배철수와 구창모가 약 37년 만에 무대에서 재회하며 송골매의 재결합을 공식화했다.

## 구성원

### 현재 멤버
- 배철수 – 보컬, 기타
- 구창모 – 보컬, 키보드
- 김정선 – 기타
- 이봉환 – 키보드
- 이태윤 – 베이스
- 이건태 – 드럼
- 이종욱 – 키보드

### 전 멤버
- 지덕엽 – 기타
- 이응수 – 베이스
- 김상복 – 베이스
- 오승동 – 드럼

## 사건 사고
1983년 배철수가 생방송 도중 전기 감전을 당한 사건이다. 이 사고는 1980년대 한국 라이브 공연의 열악한 무대 환경과 장비 안전 문제를 상징적으로 보여주는 일화로 자주 언급된다.

### 배경
사고는 1983년 KBS 2TV의 음악 프로그램 《젊음의 행진》 생방송 중 발생하였다. 당시 무대의 전기 설비는 접지가 제대로 이루어지지 않았으며, 기타와 앰프 간의 역전압으로 인해 감전 사고가 발생한 것으로 알려졌다.

### 사고 발생
공연 도중 배철수가 일렉트릭 기타를 연주하며 노래를 부르던 순간, 마이크와 기타를 동시에 접촉하는 과정에서 강한 전류가 흘러 감전되었다. 그는 무대 위에서 몸을 떨며 쓰러졌고, 공연은 즉시 중단되었다. 당시 진행자였던 송승환은 상황을 수습하려 했으며, 스태프들은 무대 조명을 끄고 배철수를 업고 나왔다.

### 사고 이후
배철수는 병원으로 긴급 이송되었으며, 생명에는 지장이 없었다. 이후 감전 후유증으로 인해 일정 기간 활동을 중단하였으며, 재활 치료를 거쳐 무대에 복귀하였다. 이 사건은 당시 한국 대중음악계에 공연 안전에 대한 경각심을 일깨우는 계기가 되었다.

### 문화적 영향
배철수는 훗날 라디오 방송 등에서 해당 사건을 유쾌하게 회상하기도 하였으며, 대중 사이에서는 "전기로 락을 느낀 남자"라는 농담의 소재로 쓰이기도 했다. 해당 사건은 이후 한국 공연 문화에서 무대 장비와 전기 설비의 안전성 강화에 대한 필요성을 널리 알리는 계기로 작용하였다.

## 음반 목록

### 정규 음반
1. 《젊은이의 벗 송골매 신곡모음》 (1979년)
2. 《송골매》 (1981년)
3. 《처음 본 순간》 (1983년)
4. 《난 정말 모르겠네》 (1984년)
5. 《하늘나라 우리님》 (1985년)
6. 《오해》 (1986년)
7. 《인생이란 이름의 열차》 (1987년)
8. 《어이하나 그대여》 (1988년)
9. 《그대 떠난 이른 아침》 (1990년)
10. 《송골매 2010》 (2010년)